# Сирниця (Хасковська область)
Сирни́ця (болг. Сърница) — село в Хасковській області Болгарії. Входить до складу общини Мінеральні Бані.

## Населення
За даними перепису населення 2011 року у селі проживали 604 особи.
Національний склад населення села:
| Національність   | Кількість осіб | Відсоток |
| ---------------- | -------------- | -------- |
| турки            | 418            | 91,9%    |
| болгари          | 26             | 5,7%     |
| цигани           | 9              | 2,0%     |
| інша             | 0              | 0%       |
| Всього відповіли | 455            |          |

Розподіл населення за віком у 2011 році:
Динаміка населення: